# Anthomyia agrorum
Anthomyia agrorum är en tvåvingeart som först beskrevs av Johann Wilhelm Meigen 1838.  Anthomyia agrorum ingår i släktet Anthomyia och familjen blomsterflugor.
Artens utbredningsområde är Tyskland. Inga underarter finns listade i Catalogue of Life.